# Hyllarion Goore
Bi Christ Hyllarion Goore (24 augustus 2005) is een Ivoriaans voetballer die sinds januari 2025 onder contract ligt bij KAA Gent.

## Clubcarrière
Goore ruilde in de zomer van 2024 de Bokakokore Academy voor de Armeense eersteklasser Ararat Jerevan. Daar stond zijn teller na veertien competitiewedstrijden op zes goals. Goore deed het seizoen niet uit bij Ararat, want in januari 2025 stapte hij al over naar de Belgische eersteklasser KAA Gent, waar hij een contract tot medio 2028 ondertekende.
1 Nardi ·
2 Mitrović ·
3 Brown ·
4 Watanabe ·
5 Kandouss ·
6 Gandelman ·
7 Hong ·
8 Gerkens ·
9 Sonko ·
10 Omgba ·
11 Cuypers ·
12 Gambor ·
13 De Sart ·
14 Vanzeir‎ ·
16 Schmidt ·
17 Hjulsager ·
18 Samoise ·
19 Surdez ·
21 Agbor ·
22 Fadiga ·
23 Torunarigha ·
24 Kums  ·
25 Fortuna ·
26 Fortin ·
28 Fernandez Pardo ·
29 Depoitre ·
30 De Schrevel ·
33 Roef ·
Coach: Vrancken
· Assistent-coach: Balette
· Assistent-coach: Milićević
· Keeperstrainer: Vandendriessche